# Jorge Daponte
Jorge Daponte est un pilote automobile argentin, né le 5 juin 1923 à Buenos Aires et mort le 9 mars 1963 dans sa ville natale.
Il a notamment disputé deux Grands Prix de championnat du monde, en 1954, au volant d'une Maserati.